# Helicolenus avius
Helicolenus avius is een straalvinnige vissensoort uit de familie van schorpioenvissen (Sebastidae). De wetenschappelijke naam van de soort is voor het eerst geldig gepubliceerd in 1972 door Abe & Eschmeyer.